# Pål Thowsen

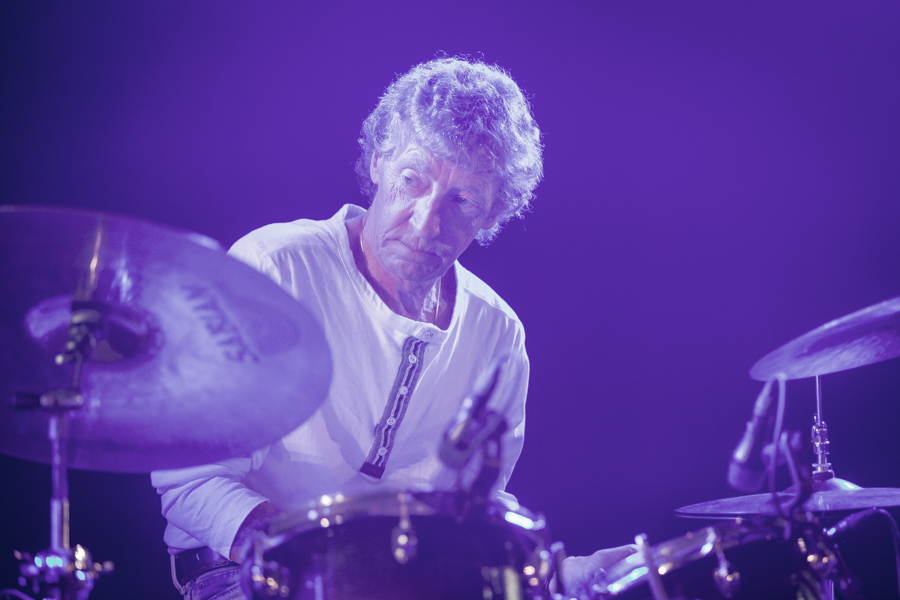
Pål Thowsen (2018)
Bild: Tore Sætre

Pål Thowsen (* 15. Juli 1955 in Lillestrøm) ist ein norwegischer Jazz-Schlagzeuger.

## Wirken
Thowsen trat erstmals professionell 1973 mit dem Quartett von Jon Eberson auf, dann gehörte er zum Orchestra von Erik und Jon Balke (1973–77) und der Jazzrockband Moose Loose (1974–75; LP Elgen er los). Internationalen Ruf erwarb er sich als Mitglied von Arild Andersens Quartett (1974 bis 1979), mit dem er in ganz Europa auftrat und vier Alben einspielte. Daneben arbeitete er mit dem Pianisten Ketil Bjørnstad, mit dem er zwischen 1974 und 1990 mehrere Alben einspielte. Weiterhin gehörte er ab 1977 dem Quintett der Sängerin Radka Toneff an. 
Thowsen hat mehrere Alben unter seinem eigenen Namen veröffentlicht. Er gewann den Spellemannprisen 1977 im Jazz zusammen mit Jon Christensen für das Album No Time for Time und den Spellemannprisen 1979 im Jazz für sein Album Surprise. Von 1981 bis 1984 gehörte er dem Trio des Gitarristen Terje Rypdal an, von 1982 bis 1997 dem Jazz Punk Ensemble. Ab 1995 war er zudem Mitglied der Quartetts von Odd Riisnæs. 1998 trug er zu Terje Gewelts Album Hide and Seek bei, um dann mit dem Saxophonisten Arild Stav zu arbeiten. 
Dann arbeitete er mit der Gruppe von Dag Arnesen und im Trio von Sinikka Langeland, 2016 im  Eberson Funk Ensemble und ab 2018 wieder im Quartett von Rypdal.
Thowsen lehrt am Norwegian Music College.

## Diskographie
- No Time For Time, 1976, mit Jon Christensen, Terje Rypdal und Arild Andersen
- Surprise, 1979, mit Arild Andersen, Jon Eberson und Håkon Graf
- Carnival, 1981, mit Palle Mikkelborg, Iver Kleive, Inger Lise Rypdal
- Sympathy, 1983, mit Freddy Dahl, Jon Eberson, Hege Schøyen, Bendik Hofseth und Fred Nøddelund
- Call Me Stranger, 1986, mit Janne Schaffer, Ole Edvard Antonsen, Tor Endresen und Svein Dag Hauge
- Life Goes On, 1989, mit Tor Endresen, Brynjar Hoff und Kjetil Bjerkestrand
- Collecion, 1992
- ...the Rest Is Rumours, 2002, mit Jon Eberson, Steinar Sønck Nickelsen und Sidsel Endresen